# Palmflyghund
Palmflyghund (Eidolon helvum) är en flyghund inom släktet Eidolon. Den förekommer i Afrika söder som Sahara samt på delar av Arabiska halvön. Palmflyghunden äter främst frukt och lever ofta i stora kolonier. Uppemot tio miljoner individer (den största migrationen hos ett däggdjur) företar varje höst massvandringar till träskområden i nordöstra Zambia.

## Systematik
Arten beskrevs första gången 1792 av Kerr 1792. Inga underarter finns listade i Catalogue of Life; Wilson & Reeder (2005) skiljer dock mellan tre underarter.
I släktet Eidolon finns även Eidolon dupreanum. Denna art är endemisk för Madagaskar.

## Utseende
Arten blir 16,5 till 20,7 cm lång, inklusive en cirka 1,5 cm lång svans. Den har 10,2 till 12,2 cm långa underarmar och ett vingspann av ungefär 75 cm. Vikten är 240 till 280 g. Pälsen har på ovansidan en blek gul till gulbrun färg och den blir mot bakdelen mera brun. Undersidan är täckt av gulaktig päls och kring halsens ovansida finns en orange region som liknar en krage. Palmflyghund har smala vingar, och på den delen av flygmembranet som ligger mellan bakbenen finns lite päls.
Vid halskragen förekommer flera körtlar som avsöndrar en vätska med myskliknande doft. Svansens spets ligger utanför svansflyghuden. Palmflyghunden har en stor klo vid tummen samt en liten klo vid pekfingret som används för att klättra i växtligheten. I överkäken finns på varje sida 2 framtänder, 1 hörntand, 3 premolarer och 2 molarer. Arten har ytterligare en molar per sida i underkäken, alltså tillsammans 34 tänder.

## Utbredning
Denna flyghund förekommer i stora delar av Afrika söder om Sahara samt på västra Arabiska halvön. Arten vistas i låglandet och i bergstrakter upp till 2 000 meter över havet. Habitatet utgörs bland annat av olika slags skogar och av savanner men även av annan terräng. Palmflyghunden uppsöker även stadsparker.
Längre vandringar mellan östra och västra Afrika förekommer.

## Ekologi
Palmflyghunden äter främst frukter som kompletteras med några unga blad. Den kan vila ensam, i flockar med cirka 30 medlemmar och i stora kolonier med upp till 200 000 medlemmar.
Vanligen föds en unge under sommaren. Ungen håller sig fast i moderns päls när honan flyger.

### Årlig migration
Arten företar ibland längre vandringar och har iakttagits över havet cirka 240 km från närmaste kustlinje.
Sent på året migrerar miljontals palmflyghundar till träskområden i nordöstra Zambia, där träskskogen i Kasanka nationalpark för en tid blir värd för uppemot tio miljoner palmflyghundar. Detta är den största årliga migrationen hos något däggdjur. Jämförbara massflyttningar på land eller i luften är gnuernas och vandringsgräshoppornas i Afrika och – historiskt – Nordamerikas dito hos vandringsduvor och amerikansk bison.
Migrationen sker under 90 dagars tid, till ett begränsat skogsområde av mindre än en kvadratkilometers storlek. Flyghundarna lockas dit av de mogna musuku- (Uapaca kirkiana), mufinsa- (Syzygium guineense), mango- och mpundufrukterna (Parinari curatellifolia), vilka under denna period finns i stor mängd. Runt skymningen lyfter då cirka 7 500 flyghundar varje sekund från träden, i samband med nattliga födosök.
Den årliga vistelsen i Kasanka sammanfaller med palmflyghundarnas parningstid.

## Status
Arten jagas i västra och centrala Afrika för köttets skull (bushmeat) och några kroppsdelar används inom den traditionella medicinen. När palmflyghunden hämtar födan från odlingsområden betraktas och bekämpas den som skadedjur. Även skogsavverkningar påverkar beståndet negativt.
IUCN uppskattar att hela populationen minskade med upp till 30 procent under 15 år (före 2008) och listar palmflyghunden som nära hotad (NT).

## Galleri

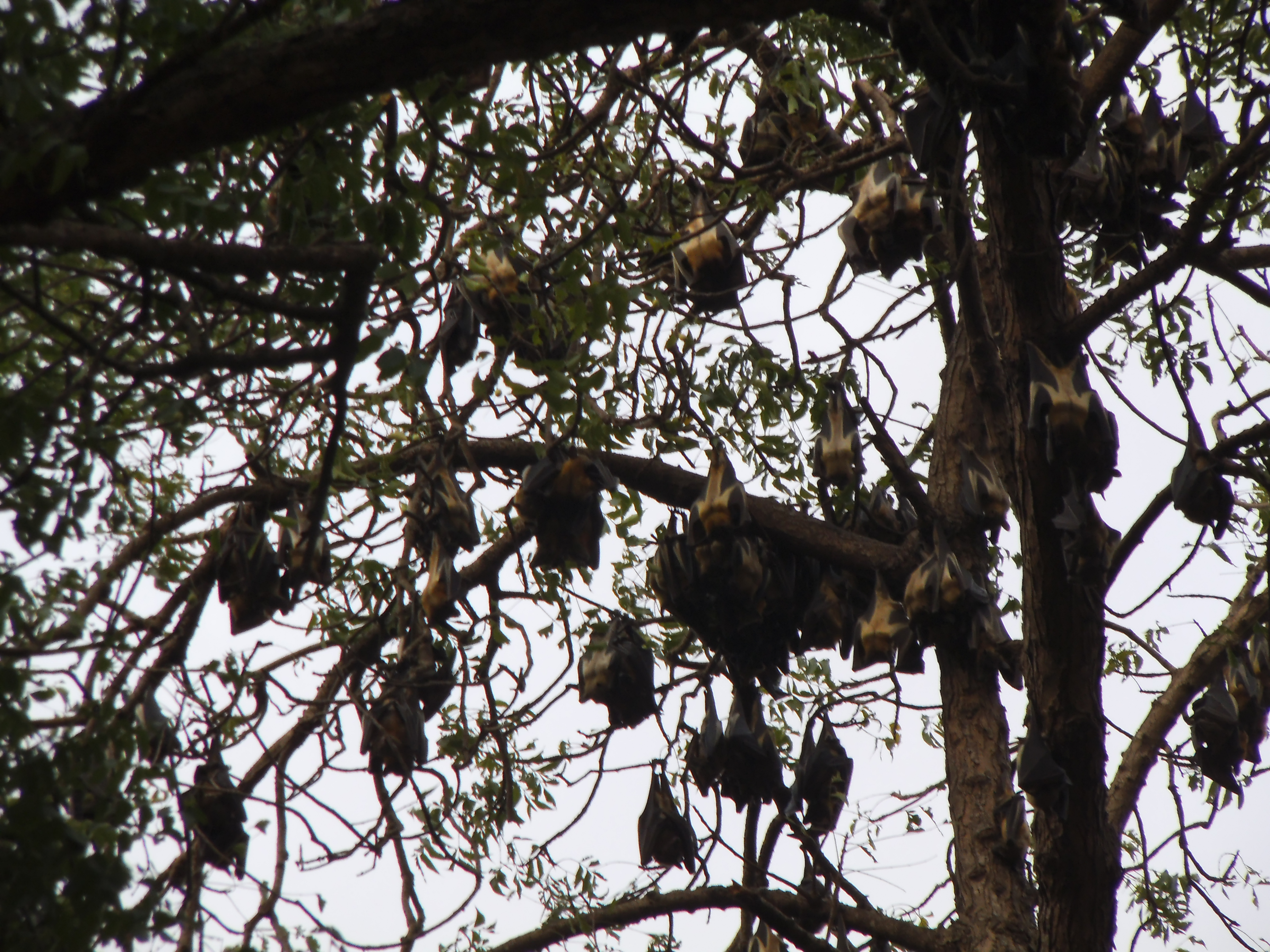
Koloni palmflyghundar i Ghana, januari 2017.
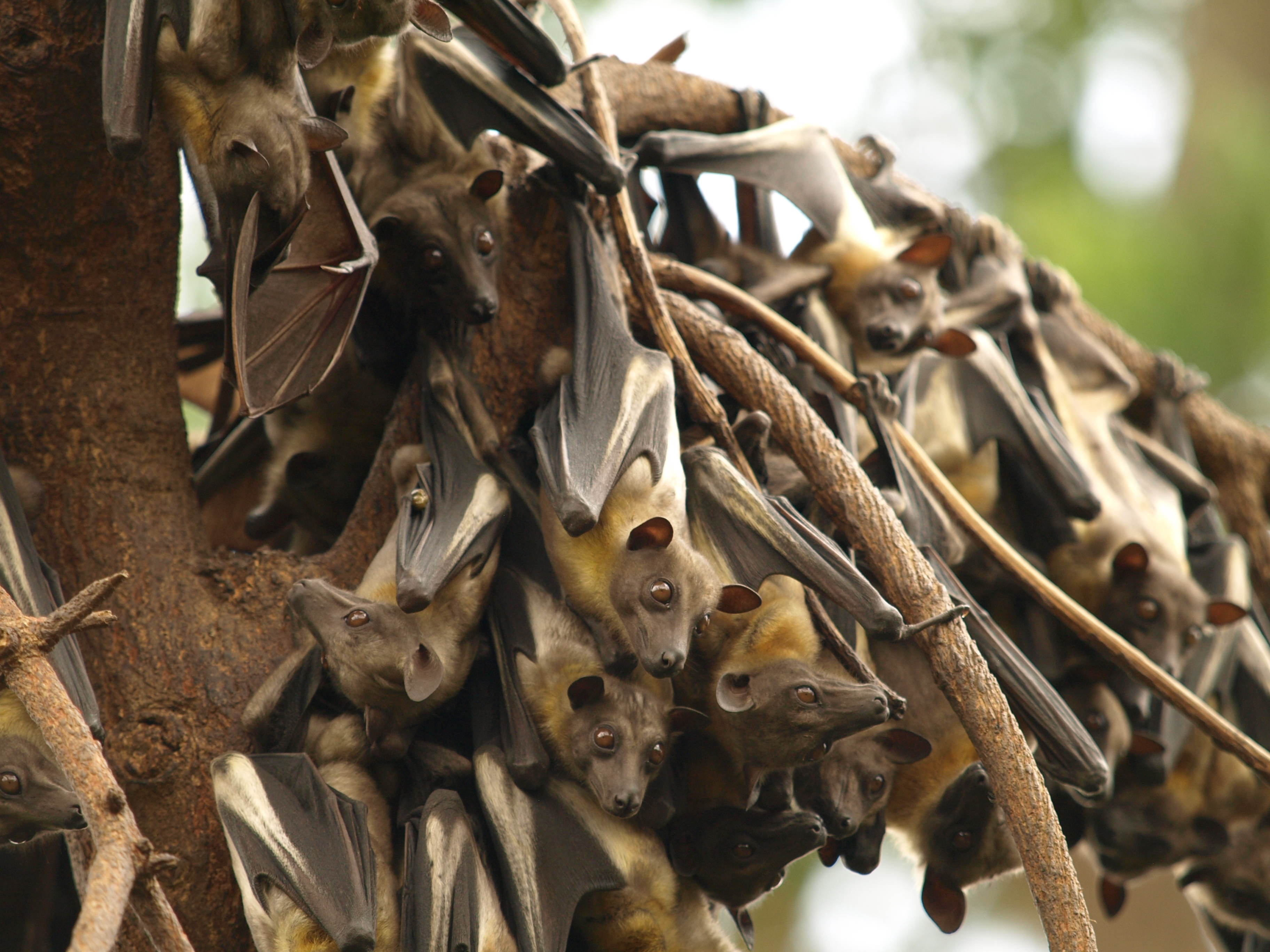
Koloni palmflyghundar i Kenya, mars 2015.
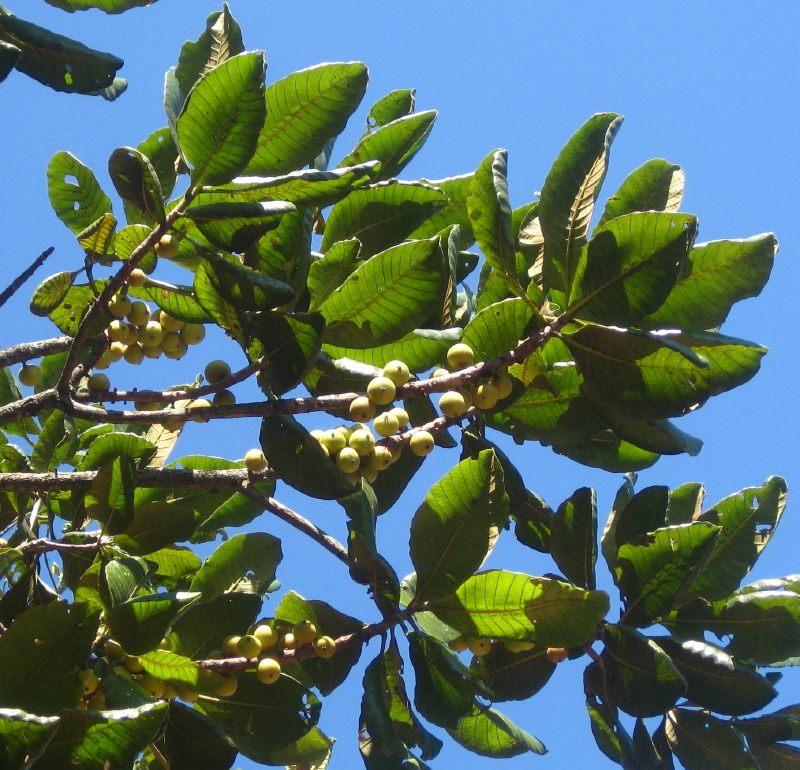
Upuaca kirkiana, vanlig föda för palmflyghunden.